# 母恋北町
母恋北町（ぼこいきたまち）は北海道室蘭市の地名。母恋北町一丁目から三丁目の町がある。住居表示実施済み。郵便番号は051-0004。かつて同名の字が存在した。

## 地理
室蘭市の南部に位置し、北に茶津町、北東に御前水町、東から南に母恋南町、西に新富町に接する。

## 地域の特徴
室蘭市の都市計画マスタープランでは蘭西地域に属する。
北縁の外側をJR北海道 室蘭本線（支線）が通り、母恋駅がある。南に並行して室蘭市道母恋・東町大通線（旧国道36号）が通り、町域を横断している。また町域の南端を北海道道919号中央東線が掠める。北東部には母恋富士がある。一丁目の東部、二丁目の西部、三丁目全域は山林地帯である。

一丁目に北海道福祉教育専門学校、清住神社，真宗大谷派勝光寺、曹洞宗安龍寺、法華宗本門流経王寺、二丁目に室蘭市立地球岬小学校，母恋駅前郵便局，母恋会館がある。

## 歴史
茶津町の埋め立て以前は中央に母恋川が流れる葦原で、約40戸の農家が点在するのみであった。1907年（明治40年）日本製鋼所が創立された頃、当地には煉瓦焼釜があり、煉瓦場と呼ばれていた。1912年（明治45年）には日本製鋼所社員の娯楽施設として共楽座（寄席専用）が建設されたが、1950年（昭和25年）に焼失した。
。

### 地名の由来
アイヌ語の「ポㇰ・オ・イ」（ホッキ貝・群生する・所）に由来する。

### 沿革
- 1922年（大正11年）4月1日 - 字名改正により札幌通（大字）の一部が母恋北町（字）となり、札幌通（大字）を廃止[5][7]。
- 1922年（大正11年）8月1日 - 市制施行により室蘭区母恋北町（字）は室蘭市母恋北町（字）となる[8]。
- 1965年（昭和40年）5月1日 - 母恋北町一丁目 - 三丁目新設[5][9]。
- 1973年（昭和48年） - 母恋北町一丁目の一部が母恋南町二丁目に編入[5]。

### 町名の変遷
| 実施内容          | 実施年月日               | 実施後         | 実施前                                               |
| ----------------- | ------------------------ | -------------- | ---------------------------------------------------- |
| 字名改正          | 1922年（大正11年）4月1日 | 母恋北町（字） | 札幌通（大字）の小字、ボコイ                         |
| 町名新設 住居表示 | 1965年（昭和40年）5月1日 | 母恋北町一丁目 | 母恋北町（字）の一部                                 |
| 町名新設 住居表示 | 1965年（昭和40年）5月1日 | 母恋北町二丁目 | 母恋北町（字），新富町（字）の各一部                 |
| 町名新設 住居表示 | 1965年（昭和40年）5月1日 | 母恋北町三丁目 | 母恋北町（字），母恋南町（字），新富町（字）の各一部 |

## 世帯数と人口
2023年（令和5年）12月31日現在（室蘭市発表）の世帯数と人口は以下の通りである。
| 町             | 世帯数  | 人口  |
| -------------- | ------- | ----- |
| 母恋北町一丁目 | 338世帯 | 592人 |
| 母恋北町二丁目 | 190世帯 | 317人 |
| 母恋北町三丁目 | 42世帯  | 61人  |
| 計             | 570世帯 | 970人 |

### 人口の変遷
国勢調査による人口の推移。
| 1995年（平成7年）  | 1,850人 | [ 10 ] |  |
| 2000年（平成12年） | 1,531人 | [ 11 ] |  |
| 2005年（平成17年） | 1,388人 | [ 12 ] |  |
| 2010年（平成22年） | 1,333人 | [ 13 ] |  |
| 2015年（平成27年） | 1,192人 | [ 14 ] |  |
| 2020年（令和2年）  | 1,045人 | [ 15 ] |  |

### 世帯数の変遷
国勢調査による世帯数の推移。
| 1995年（平成7年）  | 745世帯 | [ 10 ] |  |
| 2000年（平成12年） | 688世帯 | [ 11 ] |  |
| 2005年（平成17年） | 658世帯 | [ 12 ] |  |
| 2010年（平成22年） | 643世帯 | [ 13 ] |  |
| 2015年（平成27年） | 610世帯 | [ 14 ] |  |
| 2020年（令和2年）  | 533世帯 | [ 15 ] |  |

## 学区
市立小・中学校に通う場合、学区は以下の通りとなる。
| 町             | 街区 | 小学校               | 中学校             |
| -------------- | ---- | -------------------- | ------------------ |
| 母恋北町一丁目 | 全域 | 室蘭市立地球岬小学校 | 室蘭市立星蘭中学校 |
| 母恋北町二丁目 | 全域 | 室蘭市立地球岬小学校 | 室蘭市立星蘭中学校 |
| 母恋北町三丁目 | 全域 | 室蘭市立地球岬小学校 | 室蘭市立星蘭中学校 |

## 交通

### バス
町域北端を横断する室蘭市道母恋・東町大通線（旧国道36号）と町域中央を縦貫する室蘭市道母恋中央通線に道南バスが路線バスを運行する。

### 道路
- 室蘭市道母恋・東町大通線（都市計画道路3・3・249日の出母恋通、旧国道36号）[17][18]
- 北海道道919号中央東線

## 施設

### 公共施設
- 母恋会館

### 教育施設
- 室蘭市立地球岬小学校
- 北斗文化学園 北海道福祉教育専門学校

### 金融機関
- 母恋駅前郵便局

### 寺社
- 清住神社
- 真宗大谷派勝光寺
- 曹洞宗安龍寺
- 法華宗本門流経王寺

### 公園
- ふるさとの森21公園
- 母恋公園